# Церковь Успения Пресвятой Богородицы (Порздни)
Церковь Успения Пресвятой Богородицы (Успенская церковь) — православная церковь (Кинешемская епархия Ивановской митрополии) в селе Порздни Лухского района Ивановской области.
Является составной частью храмового комплекса церквей Успения Пресвятой Богородицы и Преображения Господня (Успенская и Преображенская церкви).
По состоянию на 1917 год храм находился в Юрьевецком уезде Костромской губернии, с 1918 года — в Юрьевецком уезде Иваново-Вознесенской губернии.

## История
Каменный храм с такой же колокольней был построен на средства прихожан в 1751 году. Имел три престола: в честь Успения Божией Матери, святителя Николая Чудотворца, а также преподобных Зосимы и Савватия Соловецких чудотворцев. Вокруг храмового комплекса в 1849 году была выстроена каменная ограда с железными решетками; включала двое ворот и четыре угловые часовни. Рядом находилось общее с Преображенской церковью кладбище.
По данным на 1 октября 1933 года церковь относилась к тихоновской (староцерковнической) ориентации. Храм пережил советские годы гонения на церковь, но был заброшен и долгие годы ветшал, придя в руинированное состояние. В 2024 году был включён в заявку Комитета по охране объектов культурного наследия Ивановской области — в госпрограмму реставрации на 2025 год. В настоящее время ведётся реставрация здания церкви.

## Архитектура храма
Порздненская церковь Успения — характерный для востока Ивановской области образец культового здания середины XVIII века, возведенного в традициях костромской архитектуры (ближайшие прототипы — двустолпные храмы Воздвижения Тихонова Луховского монастыря и Воскресения в городе Лух).

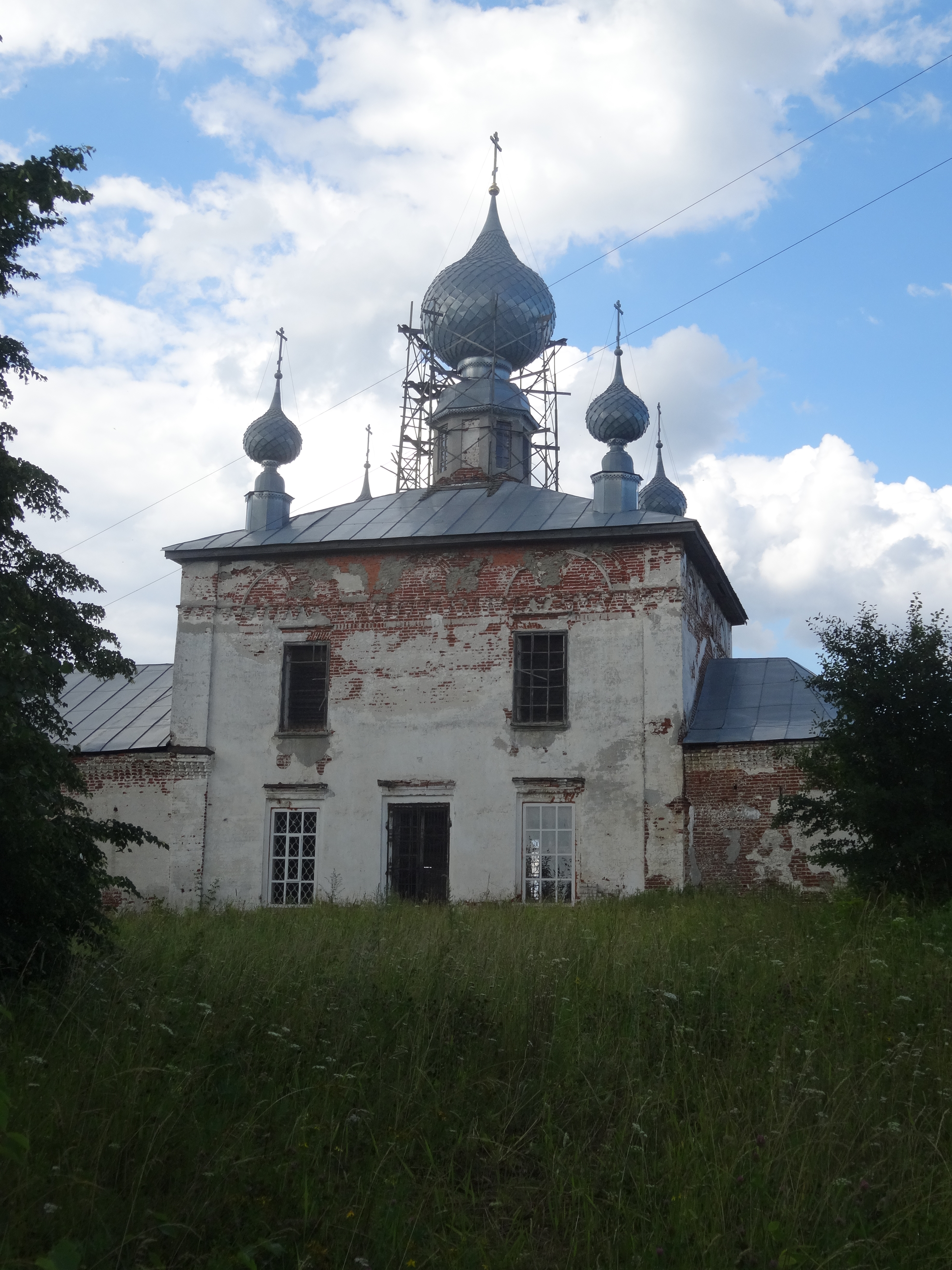
Церковь

По состоянию на 2000 год были утрачены три угловых барабана с главами и первоначальное покрытие алтарной части; от центральной главы уцелел лишь каркас. Двусветный четверик под четырехскатной кровлей увенчан пятью луковичными главами на граненых барабанах (центральный — световой). К нему примыкают трехчастная апсида и вытянутая по продольной оси трапезная. Четверик завершен карнизом из ступенчатых консолек, на который опирается аттиковый пояс с ложными закомарами; углы отмечены огибающими лопатками. Апсида и трапезная опоясаны карнизом из нескольких рядов пилы. Прямоугольные проемы украшены сандриками: прямыми на стенах основного объема и дополнительными треугольными фронтончиками в трапезной и апсиде. Входные проемы на боковых фасадах четверика сохранили металлические решетки середины XIX века. Трапезная перекрыта полулотковым сводом с распалубками над окнами; западный притвор и трехчастная апсида — коробовыми сводами.
Клеевая роспись церкви — памятник 1-й трети XIX века, для которого характерны композиции в духе барокко и классицистический гризайльный декор; сохранились фрагментарно. На стенах сюжетные композиции расположены в четыре яруса: в верхнем в люнетах изображены Богородичные иконы, в двух следующих — евангельские сцены и в нижнем — гризайльные драпировки. Выделяется центральная композиция «Успение» на западной стене. В трапезной сохранились незначительные остатки масляной живописи 2-й половины XIX века.

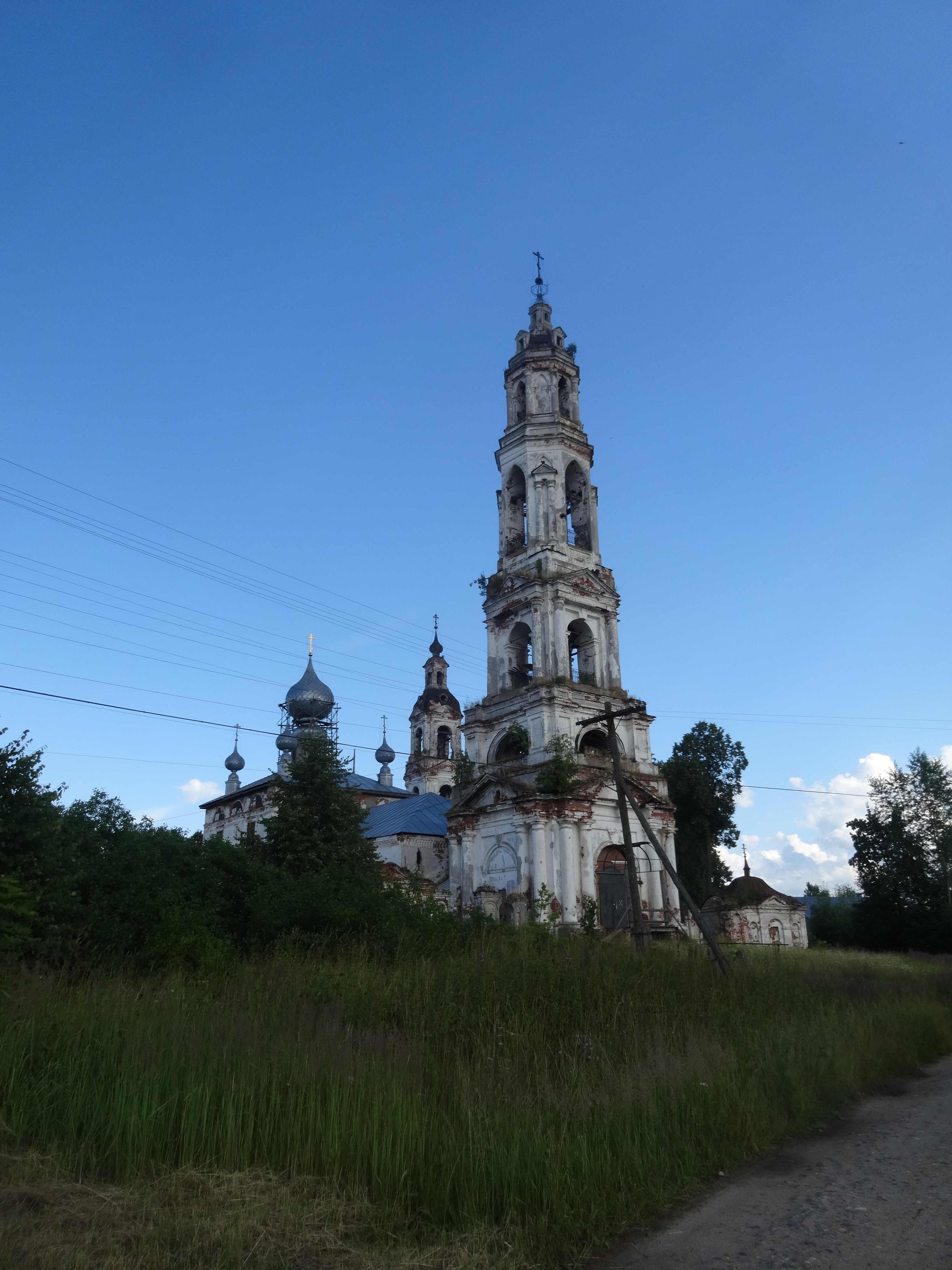
Колокольня

Колокольня Успенской церкви — выдающееся по высоте сооружение, которое отличается красивыми пропорциями и тонкой проработкой деталей. Три нижних яруса, выдержанных в стиле классицизма, сочетаются с двумя верхними, трактованными в духе псевдоготики. Первые три яруса, квадратные в плане, имеют проемы с полуциркульными завершениями (в первом и третьем — арки, а в среднем пониженном полуярусе — полукруглые проемы). Два верхних яруса в плане представляют собой восьмигранники, причем их основные грани прорезаны вытянутыми стрельчатыми проемами, а чуть более узкие диагональные — такой же формы нишами. Элементы тосканского ордера композиционно объединяют стилистически разнородные ярусы: нижний и третий украшены портиками с трехчетвертными колоннами и треугольными фронтонами; в четвертом на ниши диагональных граней наложены аналогичные сдвоенные колонки с общим фронтончиком; в верхнем ярусе подобной колонкой отмечен каждый угол. Венчающая часть колокольни состоит из барочного вытянутого восьмигранного купола с люкарнами по сторонам света, на котором установлен стройный световой барабанчик, несущий вазу с крестом над ней.